# Ауде-Леє
Ауде-Леє (нід. Oude Leije, фриз. Alde Leie) — село в нідерландській провінції Фрисландія. Входить до муніципалітету Леуварден. Невелика частина села розташована не території сусіднього муніципалітету Вадхуке.
Його площа становить 1,26км², а населення станом на 2021 рік складало 235 осіб.
Перша згадка про населений пункт датується 1466 роком.

## Галерея

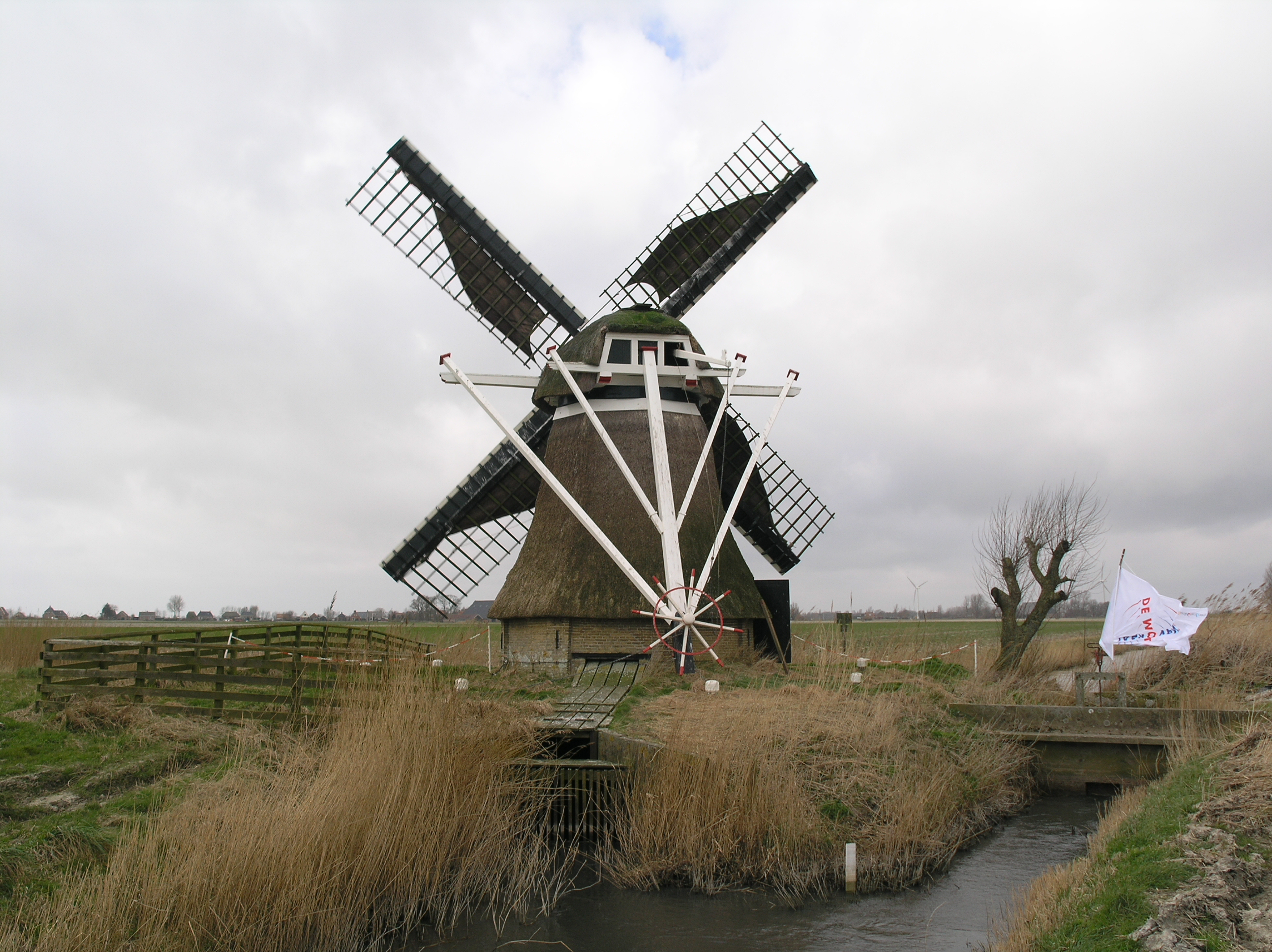
Вітряк Balkendster
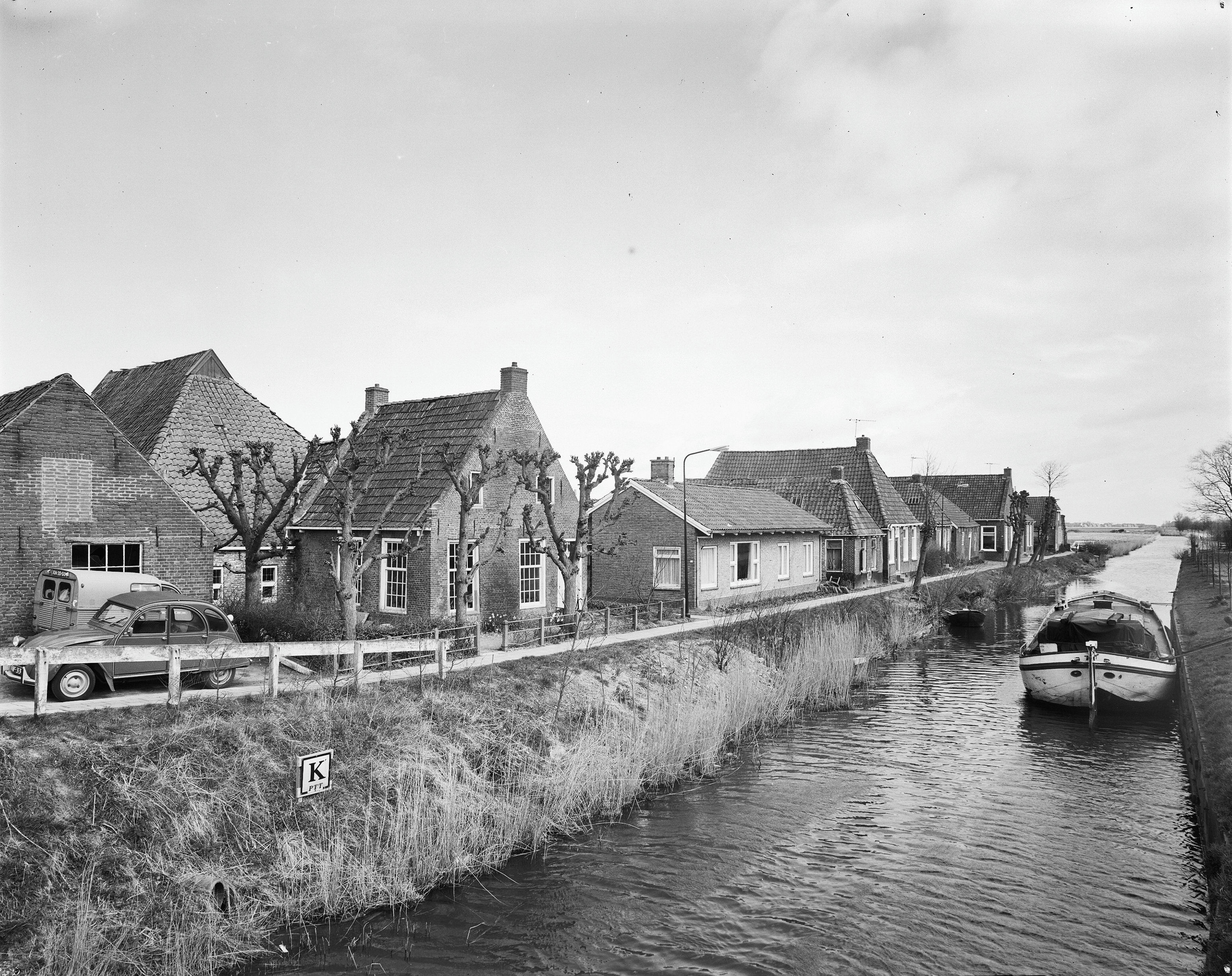
Вид на канал
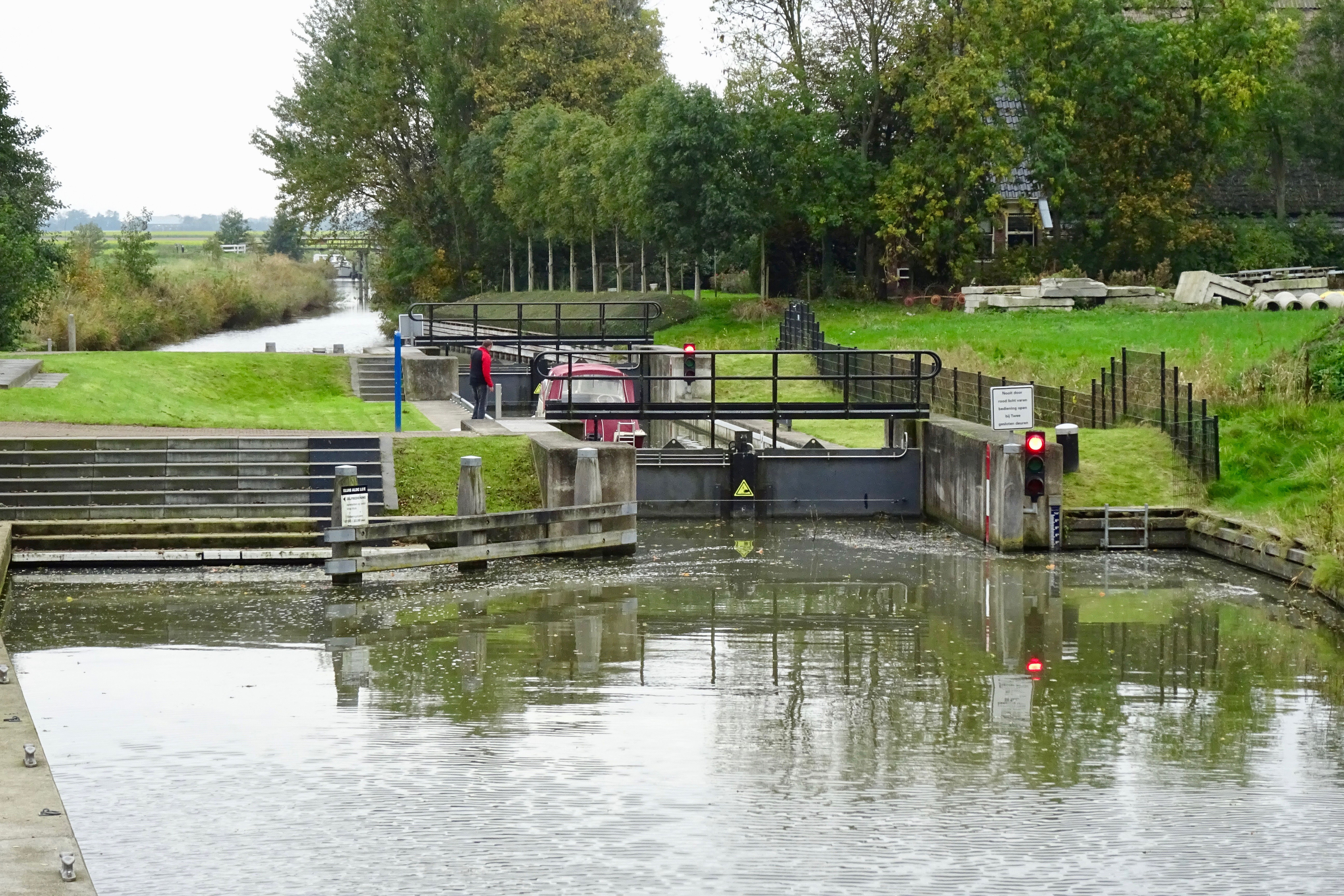
Шлюз в Ауде-Леє